# Roberto Menia
Roberto Menia (né le 3 décembre 1961 à Pieve di Cadore) est une personnalité politique italienne, coordinateur de Futur et liberté pour l'Italie.

## Biographie
Il a été secrétaire d'État à l'Environnement de 2008 à 2010.
Roberto Menia remplace Gianfranco Fini en mai 2013. Il fait partie des fondateurs de Droites unies.